# Steve Trevor
Steve Trevor es un personaje ficticio que aparece en los cómics estadounidenses publicados por DC Comics, asociado con la superheroína Wonder Woman. El personaje fue creado por William Moulton Marston y apareció por primera vez en All Star Comics # 8 (diciembre de 1941). Steve Trevor es un amigo de confianza, interés amoroso y socio que presenta a Diana (Wonder Woman) en "El mundo del hombre", y se ha desempeñado como enlace de Wonder Woman de las Naciones Unidas. Tiene la distinción de ser el primer extranjero en pisar Themyscira y el primer embajador en abrir relaciones diplomáticas con las Amazonas; una hazaña extraordinaria, dado que la Ley de Afrodita exige la pena de muerte para cualquier hombre que ponga un pie en Themyscira.
El personaje ha aparecido en varias adaptaciones de los cómics. Ha sido presentado por actores como Tahmoh Penikett, Nathan Fillion y George Newbern, entre otros en diversas producciones de Wonder Woman y Justice League. Lyle Waggoner interpretó al personaje en la serie Wonder Woman de la década de 1970, mientras que Chris Pine lo interpretó en las películas de DC Extended Universe Wonder Woman (2017) y Wonder Woman 1984 (2020).

## Historial de publicaciones
Steve Trevor apareció por primera vez en All Star Comics # 8 (diciembre de 1941).

### Pre-Crisis
Como se presentó originalmente, Steve Trevor era un agente de inteligencia y oficial en el Cuerpo Aéreo del Ejército de los Estados Unidos que se quedó varado en la tierra de la Mujer Maravilla, donde fue un heraldo para las amazonas de que la Segunda Guerra Mundial estaba ocurriendo en el "Mundo del hombre". También desarrolló una estrecha relación con la heroína. A pesar de ser un militar con experiencia en el campo, las historias que involucran a Marston Steve y Wonder Woman también involucraron a Wonder Woman en el rescate de Steve, y viceversa.
La visibilidad de Steve en los cómics varió desde la década de 1970 hasta la década de 1990, con su personaje ausente o marginado a favor de la fantasía y las historias de acción y aventura de Wonder Woman sin intereses románticos.

### Post-Crisis
En representaciones más recientes, y particularmente desde el reinicio de DC en 201, Steve es representado como un agente gubernamental superior y un súper espía cuya estrecha conexión con la Mujer Maravilla lo convierte en el enlace de los Estados Unidos con la Liga de la Justicia. En 2013, en su calidad de agente gubernamental calificado, el propio Steve se convirtió en miembro de una nueva encarnación de la Liga de la Justicia de América.

## Caracterización

### Personalidad
El personaje fue diseñado para ser un complemento del personaje de Wonder Woman. Chris Pine describió a Trevor como un "realista pícaro y cínico que ha visto la terrible naturaleza brutal de la civilización moderna" y agregó que es un "tipo mundano, un tipo encantador". Steve Trevor le dio a Diana el apodo de "Ángel", porque después de haber estado delirando por sus heridas, Themyscira parecía un paraíso como el "ángel" que lo salvó.
Steve Trevor tiene la distinción de ser el primer extranjero que pisó Themyscira, el primer hombre que Diana ha visto, y el primer embajador en abrir relaciones diplomáticas con las amazonas. Trevor, Superman y Batman son los únicos hombres en el Universo DC que han recibido la ciudadanía honoraria de parte de la reina Hipólita; una hazaña extraordinaria, dado que la Ley de Afrodita exige la pena de muerte para cualquier hombre que ponga un pie en Themyscira. Él es a menudo un interés amoroso primario.; su relación era a menudo coqueta, sin embargo, siempre se mantuvieron firmes amigos. En ocasiones, Marston colocaba a Trevor en situaciones de "caballero en peligro" como una parodia de damisela en tropel de socorro. Sus propuestas de matrimonio fueron rechazadas a menudo, ya que Diana priorizó salvar el mundo primero antes del matrimonio, de acuerdo con la Ley de Afrodita.

## Biografía

### sigloXX

#### Era Dorada
En la versión original de la historia de Wonder Woman, Steve Trevor era un oficial de inteligencia en el Cuerpo Aéreo del Ejército de los Estados Unidos durante la Segunda Guerra Mundial, cuyo avión se estrelló en la Isla Paraíso, la patria aislada de las amazonas. Fue devuelto a la salud por la princesa Amazona, Diana, quien se enamoró de él y lo acompañó cuando regresó al mundo exterior. Allí se convirtió en Wonder Woman (y también en su compañera de trabajo, Diana Prince).
Steve Trevor fue representado como un héroe militar rubio que a menudo luchaba en batallas solo y junto a Wonder Woman. Al mismo tiempo, también era el interés amoroso de una superheroína tradicional y un caballero en peligro: fue secuestrado y requirió ser rescatado de un peligro por la Mujer Maravilla, así como suspirando por la superheroína con el atuendo rojo y azul mientras fallaba. para notar su parecido con su apacible secretaria con gafas, Diana Prince. Aunque, a veces, Steve ha rescatado a la Mujer Maravilla.

#### Era Plateada y Bronce
Después de la muerte de Marston, gran parte del reparto original le prestó menos atención. El escritor y editor Robert Kanigher dijo que tanto su personalidad como la de Diana se vieron comprometidas considerablemente, con Steve empezando a parecer amenazado por el poder de su heroína, y con Diana casi empezando a disculparse por ello.
Durante los años 50 y 60, los escritores de cómics regularmente se enamoraron de la Mujer Maravilla con Steve Trevor, aquí un comandante en el Ejército de los Estados Unidos. Las historias con frecuencia mostraban a la Mujer Maravilla esperando o imaginando cómo sería casarse con Steve Trevor. Al igual que con las historias de Superman del mismo período, la cuestión del matrimonio nunca estuvo lejos de la mente de la pareja. También se prestó considerable atención a la amenaza de revelación de la identidad secreta de la Amazonía.
La Mujer Maravilla a menudo se encontraba aceptando los concursos de Steve por su mano en matrimonio, que normalmente hacía trampa al usar equipos de seguimiento del gobierno. Temiendo que ella amara a alguien más; Steve, una vez más, mal uso del equipo de espionaje del gobierno para acechar a la Mujer Maravilla, encontrándola con su novio de la infancia Mer-Man; quien sintió la necesidad de probarse mejor que él.
En 1968, Diana decidió renunciar a sus poderes y cortar lazos con su Isla Paraíso natal para mantenerse cerca de Steve. Trevor fue asesinado en el próximo número. Estuvo así ausente durante los próximos años del cómic. A mediados de la década de 1970, tras el regreso de los poderes de la heroína, Trevor fue devuelto a la vida por Afrodita y se le dio una nueva identidad como el moreno Steve Howard. En 1978, fue asesinado de nuevo. Sería reemplazado en 1980 por un doble de otra dimensión no revelada del Multiverso. Durante los próximos años, la relación clásica de Wonder Woman y Steve Trevor se restaurará y explorará con cierto detalle. En 1985 con el número 322, el escritor Dan Mishkin. lidió con las tres "vidas" separadas de Trevor, y después de muchas explicaciones se fusionó el "nuevo" Steve con el viejo.
Durante este mismo período, a principios de la década de los ochenta de Wonder Woman, el malvado Doctor Psycho fusionó la imagen de Steve con las habilidades de Wonder Woman y se convirtió en el " Capitán Wonder ", luciendo un traje similar al de Wonder Woman. En el último número de la serie Wonder Woman original, Steve y Diana se casan.

#### Era Moderna
La historia del cómic de 1985 "Crisis en las Tierras Infinitas" volvió a configurar, o reinició la continuidad ficticia del Universo DC. Al final de la historia, la Mujer Maravilla y el general retirado de cuatro estrellas Steve Trevor de la Tierra anterior a la Crisis Dos viajaron al Monte Olimpo para vivir con los dioses y diosas griegos, al igual que muchos de los otros héroes de la Tierra anterior a la Crisis. Murió o se fusionó en una nueva continuidad racionalizada. La Mujer Maravilla de Pre-Crisis Earth-One fue devuelta a la arcilla mística desde la cual se formó (técnicamente muriendo), permitiendo así que la Mujer Maravilla y sus personajes secundarios sean reintroducidos con nuevos orígenes, fondos y argumentos.
Con el reinicio de la serie en el segundo volumen después de "Crisis en las Tierras Infinitas", Steve Trevor fue renovado para ser considerablemente mayor que Diana. Además, los dos nunca tuvieron una relación romántica. Años antes del aterrizaje de Trevor en Themyscira (el nombre moderno de Isla Paraíso), su madre perdida, Diana Rockwell Trevor, piloto de las Pilotos de Servicio de la Fuerza Aérea, también se había estrellado allí, encontrando a las Amazonas luchando contra un gran monstruo. Al ver que estaban cerca de la derrota, Diana Trevor usó su pistola sobre la bestia, dando a las amazonas una ventaja en la batalla. Trevor muere como resultado. Después de su muerte, las amazonas consideraron al forastero como un héroe honrado por su sacrificio. Es de ella que la reina Hipólita.nombró a su hija Diana y también de ella que las amazonas tomaron posesión de un arma originada en el mundo del hombre. Es este vínculo familiar el que llevó al dios Ares a manipular a Steve para que bombardee Themyscira y elimine a las amazonas. Sin embargo, mientras estaba en vuelo y guiado a la isla, Trevor se dio cuenta de que estaba a punto de bombardear innecesariamente a civiles e intentó abortar la misión. El copiloto de Steve, un subordinado del dios de la guerra, se transforma en un monstruo en un intento por continuar el ataque. Diana rescata a Steve del desastre resultante.
Trayendo al inconsciente Trevor a la isla, Diana reconoció la insignia de su bandera estadounidense en su uniforme que reflejaba el motivo de color de su propia armadura y tomó esto como una señal de dónde tenía que ir para comenzar su lucha contra Ares. Así inspirada, Diana llevó a Trevor a 'El mundo del hombre' en la ciudad de Boston y comenzó su llamado. Desde entonces, Trevor y Diana han sido amigos íntimos a pesar de que él tiene la edad suficiente para ser su padre. Esta versión de Steve Trevor se casó con Etta Candy y se convirtió en el Subsecretario de Defensa del gobierno de los Estados Unidos.

### sigloXXI

#### Crisis Infinita
Siguiendo la trama de "Infinite Crisis" de 2005–2006, el origen de Wonder Woman se renovó nuevamente, al igual que su reparto. Diana ya no es una llegada reciente al mundo del hombre, sino que ha vivido en él durante algún tiempo, habiendo estado involucrada en la creación de la Liga de la Justicia de América (como fue el caso en la historia introductoria del grupo de la Edad de Plata en 1960). Aunque Steve Trevor sigue siendo un amigo íntimo de Diana y casado con Etta, su historia con Diana no se ha desarrollado completamente.

#### The New 52
A raíz de la historia de "Flashpoint" de 2011, DC Comics canceló todos sus libros mensuales y los relanzó con una continuidad reiniciada, en una iniciativa llamada The New 52. En esta continuidad, Steve Trevor es un defensor de las amazonas desde hace mucho tiempo, después de haber presionado al gobierno de los EE. UU. Por la paz con las amazonas, argumentando que son benevolentes. Steve se convierte entonces en la Mujer Maravilla de enlace de la ONU durante su estancia en Washington D. C. y más tarde se convierte en el jefe de la recién formada A.R.G.U.S., (Advanced Research Group for Uniting Super-Humans), así como el enlace de la ONU con la recién creada Liga de la Justicia. Promovido al rango de Coronel, su asistente es Etta Candy y ha dejado en claro sus sentimientos y su atracción por la Mujer Maravilla, aunque sus sentimientos no fueron recíprocos. Se revela que el héroe Black Orchid es la agente de ARGUS, Alba García, que trabaja de manera encubierta en Justice League Dark para monitorear a John Constantine.
Trevor también es miembro de varios libros de equipo, incluido el Equipo 7, que se lanzó en septiembre de 2012, y Justice League of America, que se lanzó en 2013.
La versión previa de "Crisis en las Tierras Infinitas" de Trevor vista en la historia de "Convergencia" de 2015 funciona con Diana y Etta Candy para mejorar el destino de la Ciudad Gótica de Earth One mientras permanecen atrapadas bajo una cúpula alienígena durante un año. Cuando las versiones vampíricas de los criminales de Gotham de la Tierra-43 invaden un servicio eclesiástico improvisado, es responsabilidad de Diana y Steve evitar que salgan a las calles. Steve cae presa de los vampiros, surgiendo como uno de ellos. Sin embargo, se las arregla para mantener su propia voluntad, derribar a un vampiro y caer bajo los escombros de la iglesia que se derrumbó.

#### DC Rebirth
Como parte del relanzamiento de DC Comics 2016 de sus títulos mensuales y su continuidad, DC Rebirth, el origen de Wonder Woman se vuelve a contar en la historia de "Year One". Steve se estrella en la isla de Themyscira y es el único sobreviviente. Las amazonas lo salvan y lo cuidan hasta que recupera la salud, y se lleva a cabo una competencia para determinar quién llevará a Steve y los cadáveres de sus compañeros caídos a Estados Unidos, uno de los cuales gana Diana. En los Estados Unidos, Trevor relata a las autoridades sus experiencias con las amazonas y Diana, y las dos se convierten en aliadas en conflictos posteriores con los terroristas, el dios griego de la guerra Ares, un virus global, un culto africano, un grupo paramilitar llamado Veneno. y el grupo supervillano Godwatch.
Wonder woman #14 (dirigida por Tom King)
En el cómic más reciente de Wonder woman,Steve Trevor muere a manos del Soberano,un nuevo villano de Wonder woman. Esto golpea profundamente a Diana,ocultándose de todos,ni yendo a luchar contra los villanos. Cuando por fin toma fuerzas,Wonder Woman viajó al Tártaro para intentar recuperar a Steve Trevor. Sin embargo, la heroína solo consigue fracasar en su misión, ya que se ve obligada a regresar a la Tierra con Steve Trevor realmente muerto.Tras su fracasó regresó a la isla y con su alma y la de Steve, las cuales fueron representadas como hilos, han sido cortadas. Al parecer, los hilos que Wonder Woman entrelaza en uno solo dorado pretenden convertir un bebé hecho de arcilla en una hija completamente real.

## En otros medios

### Televisión
- Steve Trevor aparece en el episodio "Tiempo salvaje" de la serie animada de la Liga de la Justicia, en la forma de un agente secreto durante la Segunda Guerra Mundial.
- Steve Trevor aparece en dos episodios de Batman: The Brave and the Bold. En "Scorn of the Star Sapphire", Trevor (voz de Sean Donnellan) aparece en una escena de pre-créditos en la que Wonder Woman lo salva a él y Batman de una villana. En "Triunvirato del terror", tiene un cameo que no habla.
- En Justice League, Steve Trevor aparece en la historia de tres partes, "The Savage Time " interpretado por Patrick Duffy. Aquí, Trevor es un agente secreto de los Aliados a quienes Wonder Woman rescata de un accidente de avión en el momento en que la Liga de la Justicia retrocedió en el tiempo para evitar que Vandal Savage cambiara la historia de modo que la Segunda Guerra Mundial fuera ganada por las potencias del Eje. Los dos tienen una relación breve y coqueta que permanece como una amistad en la actualidad, donde Trevor es ahora décadas de la superheroína. Trevor llama a Wonder Woman por el sobrenombre de "Angel". Esto es similar a la versión del personaje de la Edad de Oro que a menudo se refería a Diana como el "ángel" que lo rescató del accidente aéreo.
- En el episodio "Repulse" de Justice League Action, Steve Trevor es mencionado por Wonder Woman.
- Steve Trevor aparece en el episodio de DC Super Hero Girls, con la voz de Yuri Lowenthal. En "#CrushingIt", se matricula en Metropolis High School después de ser rechazado de una academia militar. Para molestia de la chica superheroína, Wonder Woman se enamora de él y está demasiado distraída para hacer cualquier cosa. Las chicas planean atacarlo, pero Batgirl piratea la computadora de la academia militar para admitirlo y poder salir de Metrópolis. En "#DCSuperHeroBoys", Steve regresa y se le llama el líder de un grupo de superhéroes masculinos llamados Invinci-Bros a pesar de su falta de poderes o habilidades de lucha porque creen que es sabio. Su presencia nuevamente distrae a Wonder Woman cuando el General Zod y sus secuaces atacan. Hal Jordan le dice a Steve que vaya a buscar donas, sacando a Wonder Woman y permitiéndole organizar los equipos para derrotar a los villanos. Después, los Bros le dan crédito a Steve por salvar el día, ya que su partida le permitió a Wonder Woman pensar con claridad, para molestia de la mayoría de las chicas.

### Cine

#### Universo Extendido de DC
- Steve Trevor hizo un cameo, interpretado por Chris Pine, en Batman v Superman: Dawn of Justice en una foto junto a Wonder Woman tomada en 1918.
- Es interpretado por el actor estadounidense Chris Pine en la película de Wonder Woman, estrenada en 2017. La película coloca a Steve Trevor en el papel de socio / interés amoroso, como compañero guerrero, como lo retrataron en los cómics originales. Esta versión de Trevor, un piloto del 94.º Escuadrón Aéreo del Servicio Aéreo de los Estados Unidos con las Fuerzas Expedicionarias Americanas, es un capitán y espía aliado en la Primera Guerra Mundial que robó información de una instalación de armas en el Imperio Otomano dirigida por el general alemán Erich Ludendorff, cuya científica, la Doctora Isabel Maru está produciendo una nueva forma más mortal de gas mostaza. Al igual que en la Edad de Oro, su avión se estrella en Themyscira (Paradise Island) donde Diana lo ve y lo salva. Diana va con Steve para participar en la Guerra, y él actúa como su guía en el mundo exterior a Themyscira y cómo funciona la humanidad. Los dos se acercan más en el camino, pero están en conflicto cuando Steve se centra más en detener las bombas de la Doctora Maru y Diana piensa que matar a Ares detendrá la guerra. En el clímax, Steve secuestra un bombardero estratégico alemán que contiene el gas y se sacrifica para incinerarlo a una distancia segura, sus últimas palabras son decirle a Diana que él puede salvar hoy mientras ella puede salvar el mundo y le dice que la ama, dejándola con el reloj de su padre como un recuerdo antes él salta al avión. Su sacrificio lleva a Diana a creer que, en última instancia, el mundo solo puede salvarse a través del amor, no del odio. En el presente, Bruce Wayne recupera la foto original del grupo y el reloj de su padre y se lo devuelve a Diana, quien le envía un correo electrónico dándole las gracias por haberle devuelto a Steve. Se dice que su número de serie militar es 8141921.
- Steve Trevor es mencionado en Justice League durante una conversación entre Bruce Wayne y Diana.
- Chris Pine repetirá su papel en la secuela de Wonder Woman 1984 en el 2020. Diana entra en contacto con una Piedra de los Sueños y, sin saberlo, pide que Steve vuelva a la vida, lo que hace que su alma se manifieste en el cuerpo de un hombre sin nombre (interpretado por Kristoffer Polaha). Más tarde se reúnen donde Steve le recita sus últimas palabras a Diana, lo que le permite reconocerlo en su nuevo cuerpo. Todos ven al hombre sin nombre, pero solo Diana puede ver a Steve. Diana lo guía para mostrarle en qué se ha convertido el mundo. Se infiltran en la compañía de Maxwell Lord para encontrar la Piedra de los Sueños solo para encontrarla desmoronada. A partir de entonces, Steve lleva a Diana a Egipto en un jet smithsoniano robado para detener a Maxwell. Pero Diana no es lo suficientemente fuerte y recibe un disparo mientras intenta atrapar a Maxwell. Al regresar a casa; Diana, Steve y Barbara Ann Minerva intentan averiguar sobre la Piedra de los Sueños. Si se le pide un deseo, pide un precio y Barbara escapa. En la Casa Blanca, Steve intenta evitar que Maxwell se escape mientras Diana detiene a Barbara. Fallan y, en medio de la destrucción de su ciudad, Steve finalmente persuade a Diana de deshacer su deseo, dejándolo ir para que ella pueda detenerlos. Diana no puede despedirse mientras se enfrenta a Steve. Se besan por última vez y Diana huye, habiendo renunciado a su deseo. El alma de Steve desaparece cuando las heridas de Diana se curan durante su carrera.

#### Animación
- Steve Trevor aparece en la película animada directa en DVD Wonder Woman, con la voz de Nathan Fillion. Su nombre completo es Steven Rockwell Trevor. Él llama a Diana "ángel" similar a su contraparte DCAU. Es un Coronel de la Fuerza Aérea de los EE. UU. (Signo de llamada de "Cremallera"), que se estrelló en la Isla Paraíso, y está acompañado por Diana al mundo exterior, similar a su contraparte de la Edad de Oro.
- Steve Trevor aparece en Justice League: The Flashpoint Paradox, con la voz de James Patrick Stuart. Él es asesinado por la Mujer Maravilla.
- Steve Trevor aparece en Justice League: War, con la voz de George Newbern. Al igual que su contraparte en New 52 él es el enlace del gobierno de los EE. UU. Con la Mujer Maravilla y más tarde un enlace del gobierno con la Liga de la Justicia.
- Steve Trevor aparece en Justice League: Throne of Atlantis, expresado nuevamente por George Newbern. Ahora es el enlace de la Liga de la Justicia y ha crecido hasta convertirse en una barba, similar a su aparición en Justice League: The Flashpoint Paradox. Trevor tiene un pequeño papel: habla con el presidente sobre el nombre de la Liga de la Justicia y luego habla con Cyborg sobre un ataque atlante.
- Una versión del universo alternativo de Steve Trevor aparece en Justice League: Gods and Monsters, con la voz de Tahmoh Penikett. En este universo, sirve como informante y amante de la Mujer Maravilla.

### Diverso
- Steve Trevor aparece en varias aventuras en esta serie de cómics basada en la serie de televisión Wonder Woman.
- Steve Trevor aparece en el cómic digital de la temporada 11 de Smallville basado en la serie de televisión.

### Serie Web
- Una versión del universo alternativo de Steve Trevor aparece en Justice League: Gods and Monsters Chronicles (un compañero de Justice League: Gods and Monsters), con la voz de Tahmoh Penikett.
- Aparece en DC Super Hero Girls, con la voz de Josh Keaton. Él es un camarero en Capes and Cowls Cafe, que es propiedad de su padre.